# (34451) 2000 SY82
2000 SY82 (asteroide 34451) é um asteroide da cintura principal. Possui uma excentricidade de 0.08930210 e uma inclinação de 4.95983º.
Este asteroide foi descoberto no dia 24 de setembro de 2000 por LINEAR em Socorro.